# Left to Die
Left to Die – minialbum amerykańskiego zespołu deathmetalowego Obituary. Wydawnictwo ukazało się 16 września 2008 roku nakładem Candlelight Records. Nagrania zostały zarejestrowane w Redneck Studios w Gibsonton w stanie Floryda ww współpracy z Markiem Pratorem.

## Lista utworów
Opracowano na podstawie materiału źródłowego.
1. „Forced Realign” – 4:38
2. „Dethroned Emperor” (Celtic Frost cover) – 5:03
3. „Slowly We Rot” (2008 version) – 4:39
4. „Left to Die” – 6:20

## Twórcy
Opracowano na podstawie materiału źródłowego.

- John Tardy – śpiew, produkcja muzyczna
- Trevor Peres – gitara rytmiczna
- Ralph Santolla – gitara prowadząca
- Frank Watkins – gitara basowa
- Donald Tardy – perkusja, produkcja muzyczna
- Mark Prator – produkcja muzyczna, miksowanie, nagrywanie
- Tom Morris – mastering
- Andreas Marschall – okładka
- Adrian Wear – projekt